# Mr. Brownstone
Mr. Brownstone je hard-rocková píseň od skupiny Guns N' Roses. Vyšla na jejím debutovém albu Appetite for Destruction, které je dnes považováno za kultovní v oblasti hard-rockové hudby. Autory písně jsou kytaristé skupiny Slash a Izzy Stradlin. Skladba nevyšla jako singl celosvětově (na rozdíl od jiných hitů z Appetite for Destruction), ale pouze ve Velké Británii (společně se skladbou It’s so easy). Celosvětově pak Mr. Brownstone vyšel pouze jako B-strana, a to nejen k It’s so easy ale také k nejznámějšímu hitu skupiny Welcome to the Jungle.

## Vznik písně
Nápad napsat „Mr. Brownstone“ dostali Izzy a Slash při návštěvě Izzyho tehdejší přítelkyně Desi. Při posezení v Desině bytě se oba muzikanti a dívka vzájemně svěřovali se svými problémy týkajícími se závislosti na heroinu. Poté Slash a Izzy začali improvizovaně vymýšlet text o panu Brownstonovi, který měl tuto drogu představovat (Mr. Brownstone byl rozšířený slangový termín pro heroin). Poté se pokusili na slova vymyslet vhodný hudební základ. Text oba přinesli zpěváku Axlu Rosovi napsaný na nákupní tašce, neboť u sebe neměli k dispozici nic jiného.

## Text
První sloka vypovídá o nezřízeném životě kapely v jejích začátcích. V refrénu se poté objevuje Mr. Brownstone, který zpěvákovi nedá pokoj. V dalších slokách jsou zmíněny problémy se závislostí spojené, jako např. stupňující se návyk nebo neschopnost zvyknout si na pravidelný denní režim. V závěru zpěvák vyslovuje přání a odhodlání se své závislosti zbavit.

## Zneužití písně
Jihokorejský student Čo Sung-hui, který spáchal v dubnu 2007 vraždu 32 studentů ve Virginii, pojmenoval jednu ze svých divadelních her „Mr. Brownstone“. Tuto hru napsal jako školní práci. Hlavní postavou je právě pan Brownstone, který ubližuje trojici nezletilých. V textu hry jsou použity i fráze z písně.

## Živé provedení písně
„Mr. Brownstone“ je součástí programu koncertů Guns N‘ Roses už od jednoho z prvních vystoupení z 1986. Většinou bývá skladba hrána v úvodu vystoupení. Na festivalu Rock am Ring 2006, z něhož koluje na internetu neoficiální bootleg ve vysoké kvalitě, byl nasazen jako intro skladba.
Zpěvák Axl Rose při koncertních vystoupeních vkládá do čtvrtého verše pravidelně slovo „fucking“ (cause worryin's a waste of my fuckin‘ time). Je možné, že toto slovo obsahoval už původní text Slashe a Izzyho, ale nakonec se ho skupina rozhodla na studiové nahrávce vypustit (na příslušném místě v textu nahrávky je znatelná mezera), neboť právě na Mr. Brownstone podepsala skupina první smlouvu s vydavatelstvím Geffen.